# Carlos Avallone Junior
Carlos Avallone Junior (Dracena, 25 de fevereiro de 1960) é um empresário e político brasileiro. Filiado ao PSDB, é deputado estadual do Mato Grosso.

## Biografia
Filho de Ida Festa Avallone e Carlos Avallone, mudou-se para o Mato Grosso com pouco mais de três anos de idade. Formado em Engenharia Civil, fundou uma construtora em parceria com os irmãos.

### Política
Foi Secretário de Turismo da cidade de Cuiabá, na gestão do prefeito Dante de Oliveira. Quando Dante tornou-se governador do estado, nomeou Avallone para chefe da pasta da Secretaria de Estado de Indústria e Comércio. Foi presidente do Sindicato da Indústria da Construção Civil e vice-presidente da Federação das Indústrias no Estado de Mato Grosso.
Filiado ao PSDB, disputou as eleições gerais no Brasil em 2018 para deputado estadual na Assembleia Legislativa de Mato Grosso. Com apenas 14.263 votos, ficou com a primeira suplência do partido. Logo no início da gestão, em 2019, assumiu a vaga de deputado, pois alguns colegas de partido assumiram outros cargos.

#### Cassação
Em dezembro de 2020, o Tribunal Regional Eleitoral do MT cassou o seu mandato por prática de caixa dois e abuso de poder econômico nas eleições de 2018 no estado. A defesa do deputado recorreu ao TSE e até que o Tribunal Superior Eleitoral julgue a ação, Avallone mantem-se no cargo.